# 洪天路
22°26′22″N 113°59′56″E / 22.4394171°N 113.9990215°E
洪天路（英語：Hung Tin Road），位於香港元朗區西部，顧名思義，接駁洪水橋及天水圍，全段連接元朗公路之天水圍西交匯處及天影路、屏廈路。

## 歷史
洪天路是配合天水圍新市鎮而興建的道路之一，於1984年5月1日批准興建。
早期路段由青山公路－洪水橋段連接至屏廈路，657線早於1989年7月5日已改經洪天路；洪水橋車廠和洪天路緊急月台也是早期投入服務的設施。64M和69M線在投入服務時也途經洪天路，直至大欖隧道通車為止。
1995年，洪天路擴建部份，即連接元朗公路的高架道路竣工。九龍巴士69X線、過海隧巴967、969及N969線在改經朗天路前使用該高架道路，現在則有過海隧巴969B（樂湖居班次）、969X線和嶼巴B2P線使用。
為配合天水圍北發展計劃，政府再加建高架道路，連接洪天路及天影路，直達天水圍北。過海隧道巴士967線來回程及其支線967X往港島方向於開辦初期曾途經該高架道路，但已於2005年10月1日起改經朗天路，自此一直沒有專營巴士使用該高架道路。

## 交匯道路
- 天影路
- 屏廈路
- 洪志路
- 洪水橋田心路
- 青山公路
- 元朗公路

## 使用情況
使用洪天路的巴士路線可分為三大類：
- 來往洪水橋及天水圍的特快路線。

在天水圍新市鎮落成以前，由洪水橋來往沙洲里村及現時之天盛苑一帶須繞經田廈路或屏廈路（即657於更改總站至洪水橋初時的行車路線），而洪天路提供了毋須繞經屏山，直接來往洪水橋及天水圍的途徑。
首條途經洪天路來往洪水橋及天水圍的巴士路線為657，於1989年改經，但只限單向途經，直到2003年K75P投入服務才提供相若的回程服務。而因應天水圍新市鎮落成而開辦的64M、69M、269B及653線亦途經洪天路，當中前兩者來回途經，而後兩者只限南行途經。
以上路線之中，653線作為輕鐵落成前的先頭部隊，已因應輕鐵延伸至天瑞而取消，269B則被不經洪水橋的69X線取代，而64M及69M亦於大欖隧道通車時改行朗天路來往元朗公路，之後幾年間完全沒有任何巴士路線特快由天水圍前往洪水橋，而石埗村南行站亦一度荒廢，直到2003年西鐵通車前，K75P開辦才重新有巴士路線由天水圍經洪天路特快前往洪水橋並使用石埗村南行站，但只限繁忙時間服務，而全日特快服務要事隔18年，直到2016年K75A投入服務才恢復。
田廈路擴闊工程期間，53北行改經洪水橋田心路及洪天路前往天水圍，並於石埗村設站。
現時這類路線包括有K75、K75A、K75P、K75S及A37線，當中A37線會直行天影路，而各港鐵巴士路線及276P則會轉入屏廈路以前往天水圍站。
- 由洪水橋或天水圍來往元朗公路的特快路線。

洪天路連接元朗公路的延長段於1995年通車，69X隨即由朗天路改行洪天路，但已於大欖隧道通車時改回行經朗天路。而969及967線投入服務初期亦是途經洪天路來往元朗公路及天水圍，但兩者亦相繼改行朗天路，只剩下部分特別班次（包括969B及969X）仍行走洪天路。
現時途經洪天路來往天水圍及元朗公路的路線包括有969B、969X、B2P及B2X，而由洪水橋經洪天路前往元朗公路的路線則只有261P。
- 服務洪元路或洪福邨的路線。
  - 68X遷入洪水橋（洪元路）後，返回總站時須途經青山公路－洪水橋段及洪水橋田心路間一小段洪天路。現時該線已改經洪水橋及田廈路返回總站，但其分支路線268X則仍然途經該一小段洪天路返回洪福邨。
  - 960P起點站由洪水橋延長至洪水橋（洪元路）後，須途經洪元路、洪志路及洪天路（於洪福邨啟用後改為經洪水橋田心路、洪天路、洪志路及洪天路）返回青山公路－洪水橋段前往屯門。目前此等路線包括有258P、960P及960X。
  - 63X雖途經田廈路來往洪福邨及屯門，但往屯門方向因出站時不夠位直接右轉洪水橋田心路西行，而須行走洪天路、洪志路及洪元路繞經洪福邨一圈。
  - 68A則途經全段青山公路－洪水橋段，但來回均繞經洪天路、洪志路及洪天路以停靠洪天路洪福邨。

## 橋底閒置官地爭議
2019年8至9月期間，民間團體社區發展陣線曾三次向政府申請租用洪天路橋底空間作短期社區用途，例如舉辦墟市，但政府以有關土地不適合予行人過路為由等拒絕申請。